# Ilyodon whitei
Ilyodon whitei је зракоперка из реда Cyprinodontiformes.

## Угроженост
Ова врста није угрожена, и наведена је као последња брига јер има широко распрострањење.

## Распрострањење
Ареал врсте је ограничен на једну државу. 
Мексико је једино познато природно станиште врсте.

## Станиште
Станиште врсте су слатководна подручја.

## Начин живота
Ова врста је вивипарна.